# Buddleja saligna
Buddleja saligna är en flenörtsväxtart som beskrevs av Carl Ludwig von Willdenow. Buddleja saligna ingår i släktet buddlejor, och familjen flenörtsväxter. Inga underarter finns listade i Catalogue of Life.

## Bildgalleri

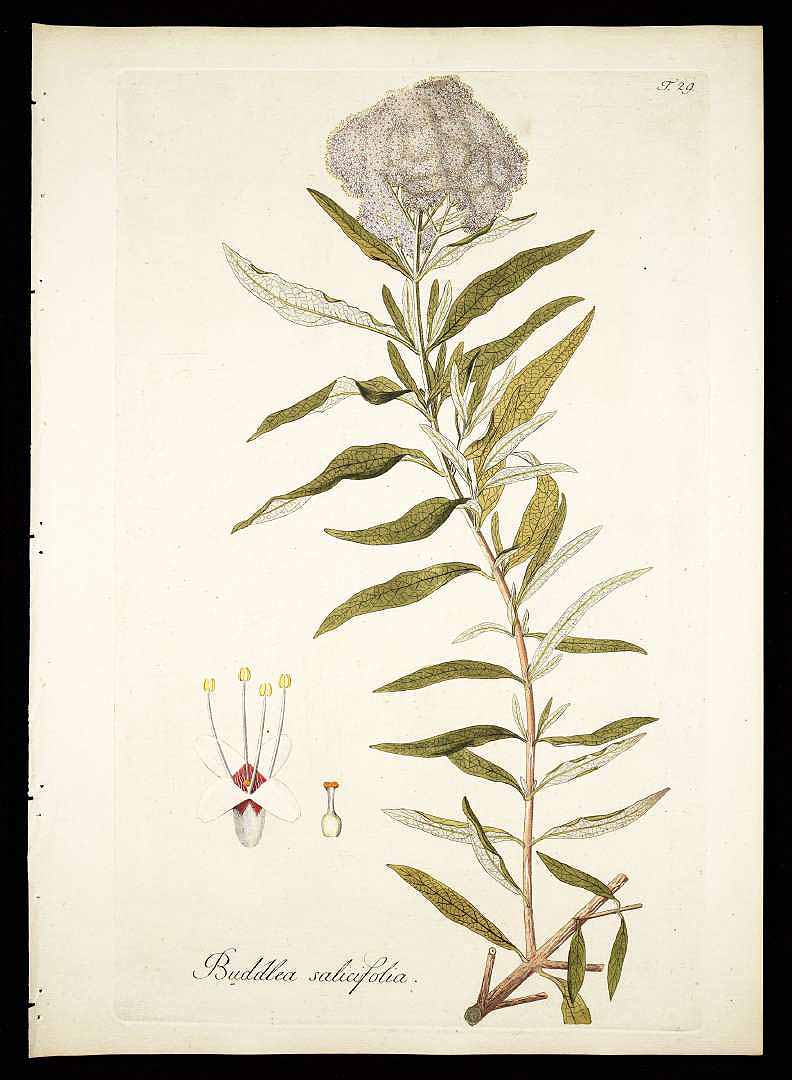